# Vasaces I Mamiconi
Vasaces I Mamiconi fou sparapet (generalíssim) d'Armènia, després del 350 i fins al 368.
Segons Christian Settipani era fill d'Hamazaspes, que era fill d'Artavasdes I; i segons Cyril Toumanoff era fill d'Artavasdes II. De totes maneres, era el germà de Baanes Mamiconi i Vardanes I Mamiconi.
Abans del 350 el nakharar Zora Reixtuní es va revoltar contra el rei Tigranes VII d'Armènia, amb l'ajut dels Arzerunis, en protesta pel tracte del rei a l'església. Tigranes el va derrotar i va ordenar l'extermini de les famílies Reixtuní i dels Arzerunis, dels que només es van salvar dos membres, Tadjat Reixtuní (nebot de Zora) i Savaspes Arzeruni, que foren protegits per Vardanes i Vasaces Mamiconi, que per això foren proscrits i es van exiliar a Taik.
El nou rei Àrsaces II d'Armènia va donar el seu favor a la família dels Mamiconis, proscrita pel seu pare, i els va permetre retornar de Taik i van ser restablerts als seus honors. Vasaces fou nomenat sparapet (generalíssim) i la família també va tenir el càrrec de stratelat.
En el marc de la guerra de Roma amb els perses, l'aliança d'Àrsaces fou sol·licitat per Shapur II de Pèrsia. Estant el rei a la cort persa, una ofensa patida per Àrsaces va fer reaccionar al seu acompanyant Vasaces Mamiconi que va matar a l'oficial persa que havia fet l'ofensa. El rei persa va fingir que felicitava Vasaces per la seva lleialtat. Àrsaces va acabar jurat fidelitat al rei de Pèrsia, jurament que va haver de fer sobre els Evangelis. Àrsaces no va tardar a fugir de la cort persa i retornat al seu país va renunciar a l'aliança amb els sassànides seguint el consell de Vasaces que encapçalava el partit proromà, mentre el seu germà Vardanes Mamiconi encapçalava als partidaris dels perses.
Degué ser després del 360, any en què es va formalitzar l'aliança amb Roma, quan dos dels senyors més poderosos d'Armènia, Meruzanes Arzeruni i Baanes Mamiconi (germà de Vasaces), van passar a Pèrsia amb Shapur II (310-379) i es van convertir al mazdeisme. Un d'ells es va casar amb una princesa sassànida.
Els atacs perses l'any 364, per la part de la frontera a la zona de Ganzak (Gandja) i a Vanand i Basean, foren rebutjats pel rei i per Vasaces, fins a la traïció de Meruzanes Arzeruni, que va guiar als perses cap Armènia, i van atacar pel sud per Altzniq i Dzophq, van saquejar les tombes reials i van ocupar Tigranocerta els habitants de la qual foren fets presoners; els Àngel van resistir a l'oest de Dzophq però tot i això el perses van poder ocupar el castell de Kamakh-Ani al Daranaliq; segons Fauste de Bizanci, poc després Vasaces va sorprendre els perses i va alliberar els presoners i va recuperar els ossos dels reis i es va refugiar a una fortalesa inaccessible al Altzq prop de l'Ararat; després molts nakharark van abandonar al rei.
El rei va fer matar molts nakharark incorporant les seves terres a la corona. Fauste de Bizanci diu que va fer matar Vardanes Mamiconi (amb l'aprovació del germà d'aquest Vasaces) al seu castell d'Erakhani al Taik.
El patriarca armeni Narses va intentar reconciliar al rei amb els nobles revoltats i favorables a Pèrsia però sense èxit. Sapor, coneixent les dificultats del rei al seu país, i que no podia esperar ajut de Roma, el va cridar a la seva cort, amenaçant-lo, si no hi anava, de reprendre la guerra, però si hi anava li oferia garanties. Àrsaces II i Vasaces Mamiconi van anar a Pèrsia, i aviat el rei fou empresonat a Aniutx (el Castell de l'Oblit) al Khuzestan i Vasaces fou torturat i mort i la seva pell exposada al Castell de l'Oblit (368).
La direcció de la família va passar al seu fill Musel I Mamiconi el Brau.